# Distinción cualidad primaria-secundaria
La distinción entre cualidades primarias y secundarias es una distinción conceptual en epistemología y ontología, planteada por John Locke en su Ensayo sobre el entendimiento humano, pero pensadores anteriores como Galileo y Descartes hicieron algunas distinciones afines.
Las cualidades primarias se consideran propiedades de los objetos que son independientes de cualquier observador, como la solidez, la extensión, el movimiento, el número y la figura. Estas características transmiten hechos. Existen en el objeto mismo, se pueden determinar con certeza y no dependen de juicios subjetivos. Por ejemplo, si un objeto es esférico, nadie podría argumentar razonablemente que es triangular. Como se mencionó antes, las cualidades primarias existen fuera del observador. Son inherentes al objeto de tal manera que, si el objeto se modificara, por ejemplo, dividiéndolo (si el objeto es divisible; una esfera no lo es, ya que dividir una esfera daría como resultado dos objetos no esféricos), las cualidades primarias seguirían presentes. Al dividir un objeto divisible, "la solidez, la extensión, la figura y la movilidad" no se alterarían porque las cualidades primarias están integradas en el objeto mismo. Otro componente clave de las cualidades primarias es que crean ideas en nuestra mente a través de la experiencia; representan el objeto real. Debido a esto, las cualidades primarias como el tamaño, el peso, la solidez, el movimiento, entre otras, pueden medirse de alguna forma. Usando una manzana como ejemplo, la forma y el tamaño pueden ser medidos y generar la idea en nuestra mente de lo que es el objeto. Una distinción clara que se debe hacer es que las cualidades no existen en la mente, sino que producen ideas en nuestra mente y existen dentro de los objetos. En el caso de las cualidades primarias, existen dentro del cuerpo/sustancia real y crean una idea en nuestra mente que se asemeja al objeto.
Las cualidades secundarias se consideran propiedades que producen sensaciones en los observadores, como el color, el sabor, el olor y el sonido. Se pueden describir como el efecto que los objetos tienen sobre ciertas personas. Las cualidades secundarias utilizan el poder de la reflexión para ser percibidas por nuestras mentes. Estas cualidades "normalmente se diría que son solo una potencialidad o poder en lugar de una cualidad inherente al objeto". Son cualidades sensibles que producen ideas diferentes en nuestra mente con respecto al objeto real. Volviendo al ejemplo de la manzana mencionada anteriormente, algo como el color rojo de la manzana no produce una imagen del objeto mismo, sino la idea de lo rojo. Las cualidades secundarias se utilizan para clasificar ideas similares producidas por un objeto. Es por eso que cuando vemos algo "rojo", solo es "rojo" en nuestra mente, porque produce la misma idea que otro objeto. Entonces, volviendo al color de la manzana, produce una idea de rojo, que clasificamos e identificamos con otras ideas rojas. Nuevamente, las cualidades secundarias no existen dentro de la mente; simplemente son los poderes que nos permiten percibir un objeto determinado y, por lo tanto, ‘reflejar’ y clasificar ideas similares.
De acuerdo a propuesta, las cualidades primarias son aspectos medibles de la realidad física; las cualidades secundarias son subjetivas, dependen de la relación o relaciones específicas entre el objeto específico y el sujeto específico.

## Historia
- "Por convención existen lo dulce y lo amargo, lo caliente y lo frío, por convención existe el color; pero en verdad existen los átomos y el vacío."

—Demócrito, Fragmento 9.
- "Pienso que los sabores, olores, colores, y demás no son más que simples nombres en cuanto al objeto en el que los ubicamos, y que residen únicamente en la conciencia. Por lo tanto, si se eliminara al ser vivo, todas estas cualidades desaparecerían y se aniquilarían."

—Galileo Galilei, El Ensayador (publicado en 1623).
- "[D]ebe ciertamente concluirse, respecto a aquellas cosas que, en los objetos externos, llamamos con los nombres de luz, color, olor, sabor, sonido, calor, frío y otras cualidades táctiles, [...]; que no somos conscientes de que sean otra cosa que diversas disposiciones del tamaño, la figura y los movimientos de las partes de estos objetos, lo cual permite que nuestros nervios se muevan de diversas maneras y exciten en nuestra alma todos los diversos sentimientos que producen allí."

—René Descartes, Principios de Filosofía (publicado en 1644/1647).
- "Porque los rayos, hablando propiamente, no son coloreados. En ellos no hay nada más que un cierto poder y disposición para provocar la sensación de este o aquel color."

—Isaac Newton, Óptica (3.ª ed. 1721, original de 1704).